# Tormenta de olvido
«Tormenta de Olvido» es una telenovela venezolana producida por Alissa Torres para Venevisión.
La telenovela cuenta con la participación protagónica de la cantante María Paula, Carlos Guillermo Haydon y Mimi Lazo, antagonizada por la actriz mexicana Michelle Vieth, Emma Rabbe, Jorge Reyes y Romina Gaetani.

## Elenco
- María Paula - Paulina Altamirano / Paulina de Grandebelcker / Paulina de Torres
- Carlos Guillermo Haydon - mario Torres / Duván Salinas
- Michelle Vieth - Valeria Altamirano / Valeria Girón
- Mimi Lazo - Amalia Girón de Arizmendi
- Jorge Reyes - Alejandro Grandebelcker
- Emma Rabbe - Ignacia Colchero Vda. de Altamirano / Oriana Colchero †
- Víctor Cámara - René Santacruz
- Romina Gaetani - Roxana Barbosa de Santacruz / Roxana de Torres
- Juan Camilo Donado - Tito Ferrer
- Cynthia Lander - Daniela Girón
- José Alonso - Rogelio Arizmendi
- Andrea Noli - Rebecca Salinas Contreras
- Hugo Stiglitz - Bernardo Santamaría
- Sandra Itzel - Vera Altamirano
- Ricardo Brabosa - Ferderico Torres
- Norma Ojeda - Eugenia Vda. de Altamirano

- Datos: Q5404249